# Метронідазол
Метронідазол (МНН:Metronidazole) — лікарський засіб, що має антибактеріальну та антипротозойну дію. Використовується для лікування інфекцій, викликаних сприятливими патогенами, перш за все анаеробних бактерії і протозоїв. 
Метронідазол є пролікувальним препаратом, тобто він перетворюється на антибіотик анаеробними (інколи мікроаерофільними) організмами за допомогою відновлення ферментом піруват-ферродоксин оксиредуктаза. Нітратна група метронадолола хімічно відновлюється ферродоксином (або пов'язаним метаболічним процесом), а продукти цієї реакції відповідають за порушення спіральної структури ДНК паразиту, інгібуючи синтез ним нових нуклеїнових кислот. В результаті метронідазол селективно діє на анаеробні бактерії й протозої, через те, що тільки ці організми здатні внутрішньоклітинно відновлювати його нітратну групу.

## Побічні ефекти
Можливі прояви побічної дії:
- Алергічні реакції:

Кропив'янка, шкірний висип, гіперемія шкіри, закладення носа, гарячка, артралгії.
- З боку травної системи:

Діарея, зниження апетиту, нудота, блювання, запори, «металевий» присмак у роті, сухість у роті, глосит, стоматит, панкреатит.
- З боку нервової системи:

Запаморочення, порушення координації рухів, атаксія, сплутаність свідомості, дратівливість, депресія, підвищена збудливість, слабкість, безсоння, головний біль, судоми, галюцинації, периферична невропатія.
- З боку сечовидільної системи:

Дизурія, цистит, поліурія, нетримання сечі, кандидоз, забарвлення сечі в червоно-коричневий колір.
- Місцеві реакції:

Тромбофлебіт (біль, гіперемія або набряклість в місці ін'єкції).

### Зміни у лабораторних та інструментальних показниках
Нейтропенія, лейкопенія, сплощення зубця Т на ЕКГ.

## Синоніми
Продається у вигляді таблеток на ринку США компанією Pfizer під назвою Флагіл (Flagyl), у решті світу компанією Sanofi-Aventis під тією ж назвою та багатьома виробниками під іншими назвами. Також продається у вигляді гелю для дерматологічного використання (наприклад, для лікування вугрів) під марками Розекс (Rozex) і Метрогель (MetroGel) компанією Galderma і для лікування грибкових пухлин під маркою Анабакт (Anabact) компанією Cambridge Healthcare Supplies.